# Myong Song-chol
Myong Song-chol (3 novembre 1982) è un ex calciatore nordcoreano, di ruolo difensore.